# Валківська трагедія
Валківська трагедія 1812 року — конфлікт, який стався у повітовому місті Валки Харківської губернії між турецькими військовополоненими і місцевим населенням, що призвів до численних жертв, в основному серед турків.
Протягом тривалого часу Російська імперія вела війни з Османською імперією, при цьому турецьких військовополонених зазвичай розміщували в регіонах, віддалених від театру бойових дій, у тому числі — у Слобідсько-Українській губернії. Виробився звичний порядок утримання полонених та їх репатріації. Але, за винятком випадку Валківської трагедії в 1812 р., коли протягом кількох днів загинули кілька сотень військовополонених і кілька місцевих жителів. Причиною конфлікту стали дві турецькі малолітні дівчинки («вихрести»), які їхали зі своєю пані з Бухареста до Москви.

## Передісторія конфлікту
Російсько-турецька війна 1806—1812 років була однією з одинадцяти воєн, які велися між обома державами. Період ведення бойових дій тривав понад 5 років, при цьому успіх сприяв то одній, то іншої стороні. Так, наприклад, турецька сторона в 1811 році оцінювала шанси на успіх приблизно рівними для обох сторін. Тільки в жовтні 1811 року російській стороні вдалася операція командувача Михайла Голеніщева-Кутузова в районі Рущука, яка схилила турецьку сторону до мирних переговорів.
До Першої світової війни правове становище турецьких військовополонених регулювалося окремими наказами та постановами. Випадки «вихресту» малолітньої обслуги з наступним вивезенням до Російської імперії і раніше спостерігалися при військових діях між Туреччиною та Росією, а наприкінці війни 1806—1812 рр. командувач російськими арміями П. Чичагов видав наказ про повернення цих людей турецькій стороні.
Тривале перебування значної кількості українців у полоні на теренах Османської імперії мало бути однією з прихованих причин конфлікту. У 1812 р. у різних частинах Слобідсько-Української губернії перебувало близько 3 тис. полонених, причому у Валках турків було майже 600 чол., що складало орієнтовно 10 % порівняно з чоловічим населенням містечка. Протягом попередніх століть склалося негативне відношення до турків як до носіїв іншої культури та релігії. На той час була вже певна історія щодо правопорушень кримінального характеру зі сторони турецьких військовополонених, але у деяких випадках покарання було не дуже суворим. Вторгнення Наполеона у межі Російської імперії 12 червня 1812 також справило свій негативний вплив.

## Умови утримання турецьких військовополонених в Валках
Повітове місто Валки початку XIX це типове повітове містечко з чоловічим населенням близько 6 тис., яке можна порівняти з чисельністю населення губернського центру — Харкова, оточене хуторами і слободами. Місто виникло в 1646 р. як фортеця у вигляді дерев'яних зрубів від набігів кочівників на територію Московського царства, в 1780 р. отримало статус міста.
Турецькі військовополонені зазвичай мешкали у казармах, кількасот із них були розміщені у валківському повітовому училищі та декотрі були розподілені серед міського населення. Деякі з них добровільно працювали на приватних ділянках або в садках валківських мешканців. На їх утримання російська скарбниця виділяла певні кошти (по 10 коп. щомісяця), а для командного складу — досить значні кошти. Молдавський володар С. Каллімахі, який в організаційному плані відповідав за полонених у Валках, мешкав у Харкові на найманій квартирі, отримав щомісяця 120 карб. і мав досить чисельну прислугу.

## Початок та хід конфлікту
Початок подій у Валках датується 17 липня 1812 р. (5 липня за н. стилем) . Існує також інша інформація стосовно дати — 1829 року, та 18 жовтня 1811 року . Цього дня на шляху з Бухарешта до Москви на поштовій станції у Валках зупинилася дружина майора Буличова («майорша»), разом з якою їхали дві неповнолітні «вихрещені» дівчатка. Побачивши цих дівчат, та після невеличкої розмови з ними, турецькі військовополонені забрали їх до себе, «щоб врятувати», і утримували до ранку. Наступного дня місцеві російські чиновники намагалася повернути дівчат «майорші», але не змогли переконати турків. При цьому було застосовано насильство, з'явились перші жертви. Далі події розвивалися неконтрольовано.
Не домігшись від турецьких військовополонених повернення дівчат «майорші», чиновники почали терміново збирати чоловіків з-поміж місцевого населення м. Валки та повіту. З'явилося багато чоловіків, озброєних чим завгодно. Починаючи з 18 липня 1812 та протягом кількох наступних днів було вбито та поранено багато турецьких військовополонених і, значно меншою мірою, місцевих жителів.
Турецька сторона викладає перебіг подій в такий спосіб. Дві дівчинки, 8 та 11 років («вихрести»), побачили у Валках на поштовій станції співвітчизників і почали волати про допомогу. 70-80 турецьких чоловіків вирішили врятувати їх та забрали із собою. Від слобідськоукраїнського губернатора вони вимагали віддати їх для повернення додому або доставити до Харкова для публічного отримання їхньої відповіді — куди вони хочуть їхати. Після відмови турків повернути дівчаток пішли трагічні події. Турецька сторона вважала, що вся відповідальність за трагічну подію лежить на російській стороні .
Російська сторона на рівні свого посла викладала суть подій в такий спосіб. Додатково до вже відомого факту затримання двох дівчаток, мусульманські ув'язнені у м. Валки поводилися неналежно, провокували бійки, тому місцеве населення змушене було використати силу зброї, щоб захистити себе. Вся вина за трагедію лежить на турецьких військовополонених.  
Внаслідок конфлікту було вбито 380 та поранено 16 турецьких військовополонених, з боку місцевого населення, відповідно, — 10 смертельно поранено та близько 100 мали легкі поранення. За даними турецької сторони було вбито 538 осіб. Повідомлялося також про факти пограбування турків.

## Дії влади, слідство та судовий розгляд, репатріація
Слободоукраїнський губернатор, починаючи з 19 липня, направив кілька наказів своїм підлеглим з метою якнайшвидше утихомирити бунт і розпочати розслідування. З турецької сторони реакція на події у Валках була 25 липня 1812 р. і вимагала турків підкорятися російській владі. Розслідування та судовий розгляд проводилися слабко і занадто довго. Слобідськоукраїнський губернський суд розглядав справу у 1816 року. Сенат Російської імперії — в 1819 році. Винуваті так і не були знайдені.
У жовтні 1812 р., згідно з  Бухарестським мирним договором 1812 року між Російською та Османською імперіями, почалося відправлення турків на батьківщину.  Із 16 статей мирного договору безпосередньо військовополонених стосувалися ст. 9 та ст. 16, якими передбачався обмін полонених «всіх на всіх». Поверненню на батьківщину підлягали всі, чоловіки та жінки, незалежно від соціального становища та звання. Виняток становили ті, хто змінив релігію та залишився, відповідно, у Туреччині чи Росії. На загальному кордоні обох імперій слід було організувати пункти переходу полонених, що репатріюються. Витрати сторін за утримання у себе полонених не підлягали компенсації, витрати на доставку полонених від місць утримання оплачувала кожна сторона. Володар Молдови С. Каллімахі добирався таким чином від Харкова до Тирасполя. Дві дівчинки, які стали приводом до конфлікту, були повернуті в межі Османської імперії.
  

## Відображення у ЗМІ та творах культури
- Гунаропуло Ю. Турецкая могила / Ю. Гунаропуло // Мир. — 1881. — Т. 1, октябрь. — С. 71-72 (2-я паг.). — (Смесь).
- Пашков. Избиение турок в Валках в 1812 г. // Южный край. — 1884. — № 1275 (недоступне посилання).
- Поліщук Т. Турецька могила / Тамара Поліщук // Сільськи новини. — 1998. — 26 вересня.
- Постер виставки «Через 15 днів після мирного договору в Бухаресті. Валки 1812». [Образотворчий матеріал][44].